# ベリル・ウォーレス
ベリル・ウォーレス（Beryl Wallace、1912年9月29日 - 1948年6月17日）は、アメリカ合衆国の歌手、ダンサー、女優。

## 生涯
1912年、ニューヨーク市ブルックリン区に生まれる。オーストリア出身のユダヤ人労働者階級の家庭で、9人兄弟の上から2人目。出生名はBeatrice Heischuber。
ダンサーを目指し、1928年に新聞でブロードウェイのアール・キャロル劇場が『The Earl Carroll Vanities』の出演者を募集しているのを見て応募。「世界一の美少女」としてデビューした。
1938年、アール・キャロル劇場がハリウッドにも進出。そのファサードにはベリル・ウォーレスの巨大な顔を描いた高さ6.1mのネオンサインが飾られた。
1934年、『絢爛たる殺人』にダンサーとして出演（クレジットなし）たのが映画デビュー。1937年のB級西部劇『Rough Riding Rhythm』と『Romance of the Rockies』では主人公の相手役を務めるが、以後はクレジットなしの小さな役が続く。その間もアール・キャロル劇場の看板女優として活躍して舞台の仕事は続けた。
第2次世界大戦中は15分のラジオ番組で週2回歌い、また月曜夜のNBCラジオのエンターテイメント番組『Furlough Fun』ではホストを勤めた。またマスカーズ・クラブ、ハリウッド・キャンティーンに出演し兵士たちを慰問した。
1948年6月17日、アール・キャロルとともにロサンゼルスからニューヨークに向かっていたところ、乗っていたユナイテッド航空UA624がペンシルベニア州アリスツで墜落。2人を含む乗客39人と乗員4人全員が死亡した。
ウォーレスの遺体はキャロルとともにカリフォルニア州グレンデールのフォレスト・ローン・メモリアル・パークに埋葬された。

## 主な出演作品

### 舞台
- Earl Carroll's Vanities (1928, 1930, 1931, 1932, 1940)
- Earl Carroll's Sketch Book  (1929, 1935)
- Murder at the Vanities   (1933 - 1934)
- The Women   (1936 - 1938)

### 映画
- 絢爛たる殺人 Murder at the Vanities (1934)
- Rough Riding Rhythm (1937) ※ヒロイン
- Romance of the Rockies (1937) ※ヒロイン
- 地獄街 The Devil's Party (1938) ※クレジットなし
- 巴里の評判娘 The Rage of Paris (1938) ※クレジットなし
- 海と青年 Youth Takes a Fling (1938) ※クレジットなし
- 貿易風 Trade Winds (1938) ※クレジットなし
- あきれたサーカス You Can't Cheat an Honest Man (1939) ※クレジットなし
- 男対男 Coast Guard (1939) ※クレジットなし
- ザ・ウィメン The Women (1939) ※クレジットなし
- Sunset on the Desert (1942)
- 硝煙のカンサス The Kansan (1943)
- The Woman of the Town (1943)
- Enemy of Women (1944)